# Arboreto Willowwood
Los Arboreto Willowwood (en inglés: Willowwood Arboretum) es un arboreto y jardín botánico de 130 acres (53 hectáreas), que se encuentra en Chester Township, NJ 07930, Nueva Jersey. 
El código de reconocimiento internacional del "Willowwood Arboretum" como miembro del "Botanic Gardens Conservation Internacional" (BGCI), así como las siglas de su herbario es WWNJ.

## Localización
Willowwood Arboretum Morris County Park Commission, 170 Longview Road, Far Hills, Morris county, New Jersey NJ 07931, United States of America-Estados Unidos de América
Planos y vistas satelitales.40°43′33.6″N 74°41′56.76″O / 40.726000, -74.6991000
- Promedio anual de lluvias: 1363 mm.
- Altitud: 100 m s. n. m.

El arboreto está abierto todo el día. La entrada es libre.

## Historia
La residencia, que data de 1792, originalmente situada en un terreno aclarado para los cultivos agrícolas se denominaba Paradise Farm y cuenta con dos jardines pequeños. 
Los hermanos, Henry y Robert Tubbs aficionados horticultores, compraron la propiedad en 1908, que luego cambiaron el nombre a "Willowwood" debido a la gran cantidad de sauces que crecen de modo natural en la zona.
Se amplió el edificio de la granja y lo convirtieron en la casa de la familia. Los hermanos recogieron lentamente y cultivaron muchos ejemplares de plantas durante el medio siglo siguiente, incluyendo una gran colección de especies raras y exóticas, en parte gracias al enorme auge de la horticultura en el Nueva York de los albores del siglo XX. 
Después, la propiedad se transformó en un jardín botánico privado dirigido por Universidad Rutgers como un centro de investigación de los árboles y plantas en general.
Sin embargo, el sentimiento que inspira a Willowwood es el de los agradables senderos informales a través de espacios abiertos y bosques, todos ellos diseñados con cuidado ya desde que Henry y Robert Tubbs compraron la propiedad en 1908. 
El arboreto fue incorporado al "Morris County Park System" en 1980. La "Willowwood Foundation" sin ánimo de lucro apoya y promueve el desarrollo del Arboreto Willowwood.

## Colecciones
En este jardín botánico alberga 4527 accesiones y 2008 taxones en cultivo. 
Los visitantes pueden ver ejemplares de especies nativas y exóticas muchas de ellas raras.
Además una gran parte del terreno lo compone bosque no perturbado, colecciones históricas son las de robles, arces, sauces, magnolias, lila, cerezos, abeto, pino, un magnífico ejemplar de Metasequoia de más de 98 metros de altura, las masas de helechos y las plantas silvestres del sotobosque.
Además de las áreas formales, hay senderos que serpentean a través de los campos y a lo largo del bosque. 
También se pueden observar una gran variedad de especies animales, de aves, mariposas e insectos. 